# Дневник чумного года
«Дневник чумного года» (англ. A Journal of the Plague Year) — исторический роман Даниэля Дефо, впервые опубликованный в марте 1722 года.

## Описание
Произведение представляет собой романизированный отчёт об опыте человеческого выживания во время Великой Чумы. Действие происходит в Лондоне в 1665 году. Повествование выстроено с приблизительной хронологией, хотя и без деления на главы или части.
Роман, который позиционируется автором как написанный через несколько лет после событий чумы, на самом деле был создан в годы, примыкающие к первой публикации книги в марте 1722 года. В 1665 году Дефо было всего пять лет, а сама книга была опубликована под инициалами «Г. Ф» (англ. H. F.). Возможно, роман был основан на дневниках дяди Дефо, Генри Фо (англ. Henry Foe).
В своей книге Дефо прилагает немало труда к тому, чтобы достичь эффекта правдоподобия, описывая конкретное человеческое окружение, улицы, и даже дома, в которых происходили те или иные события. Вдобавок всё это сопровождается статистическими таблицами с числом погибших и обсуждением достоверности различных сообщений и анекдотов якобы полученных рассказчиком.
Роман можно сравнить с подлинными отчётами из дневников Сэ́мюэля Пипса, которые были написаны в период чумы. Изложение Дефо, хотя и романизированное, гораздо более систематично и детально, чем изложение Пипса, сделанное от первого лица.
Кроме того, роман можно сравнить с описанием чумы в романе «Обручённые» (итал. I Promessi Sposi) итальянского писателя Алессандро Мандзони. Несмотря на некоторые аналогии (например, оба романа были написаны много лет спустя после окончания эпидемии), оба писателя используют разные стилистические приёмы: работа Дефо полна деталей, но написана в бесстрастном стиле, в то время как Мандзони не только воссоздал общую атмосферу поражённого бубонной чумой Милана, но также и проанализировал индивидуальную реакцию на чуму с присущей ему поэтической чувствительностью.

## Полное название
«Дневник чумного года, содержащий наблюдения и воспоминания о самых замечательных событиях как общественных, так и сугубо личных, произошедших в Лондоне во время последнего великого испытания в 1665 году. Писано жителем города, всё это время не покидавшим Лондона»

## Адаптации
- В 1943 году в радиопередаче The Weird Circle появилась адаптация романа под названием «Mark Of the Plague»[5], представлявшая собой сжатую 30-минутную драму.

## Аллюзии на роман в поздней культуре
- Фильм Монти Пайтон и Священный Грааль заимствует несколько элементов из романа, включая фразу «Выносите своих мертвецов» и идею о том, как ещё живого человека безразлично кладут на телегу с мертвецами, чтобы свалить в общую могилу.
- В фильме Франсуа Трюффо — 451 градус по фаренгейту (1966), который представляет собой адаптацию романа Рэя Брэдбери — 451 градус по Фаренгейту, во время сцены сожжения книг в доме Гая Монтэга среди сжигаемых книг можно увидеть экземпляр «Дневника Чумного Года».
- Мексиканский фильм 1979 года «Эль-Аньо-де-ла-Песте» («Год чумы»), снятый мексиканским режиссёром Фелипе Казальсом по сценарию Габриэля Гарсиа Маркеса, был основан на «Дневнике года чумы».
- В полнометражном мультфильме А скоро осень?, рассказывающем о летних приключениях Дарьи и её друзей, «Дневник Чумного Года» лежит на кровати Дарьи, когда Хелен неожиданно подслушивает, как Дарья утешает Квин. Будучи обнаруженной, Квин оправдывается тем, что пришла в комнату Дарьи позаимствовать книгу. Она бессознательно хватает с кровати «Дневник Чумного Года» и затем содрогается от омерзения, поняв что за книгу схватила.
- В «Путеводителе по замку Амбер» Роджера Желязны «Дневник Чумного Года» упоминается как одна из любимых книг героя первого тома Хроник Амбера — Корвина.